# Famille Fleuriot de Langle
Pour les articles homonymes, voir Fleuriot.
La famille Fleuriot de Langle est une famille subsistante de la noblesse française.
Elle compte parmi ses membres deux officiers généraux de marine, un président de l'Académie de marine et qui fut le second de l'expédition de Lapérouse, la dernière reine de Mohéli.

## Histoire
Gustave Chaix d'Est-Ange écrit que la filiation prouvée de cette famille, originaire de Tréguier, remonte à l'année 1427. Il cite des personnages du patronyme Fleuriot au XIVe siècle, mais sans preuves de rattachement. Il ajoute également que la famille de Fleuriot de La Freulière et d'Omblepied, originaire de Nantes, ne peut pas prouver une origine commune avec les Fleuriot de Langle même si les armes des deux familles ont des ressemblances.

## Armoiries
D'après Jean de la Varende, fils de Laure Fleuriot de Langle, les armoiries de cette famille s'ornent de trois roses avec une devise jouant sur le patronyme et le blason "semper florens" signifiant "ils fleuriront toujours".

## Personnalités
- Jacques-Nicolas Fleuriot de La Freulière (1738-1824), militaire.
- Paul Fleuriot de Langle (1744-1787), officier de marine. Entré dans la Marine royale à l'âge de 14 ans, au début de la guerre de Sept Ans, il y fait toute sa carrière. Nommé capitaine de vaisseau puis chef de division pendant la guerre d'indépendance des États-Unis, il était également membre puis président de l'Académie de marine. Il embarque comme second de l'expédition de Lapérouse (1785-1787).
- Jean-Marie-Jérôme Fleuriot de Langle (1749-1807), page de la dauphine en 1767, mousquetaire noir, il participe à la guerre d'indépendance américaine, écrivain.
- Jacques-Charles de Fleuriot de La Freulière (1805-1885), maire d'Oudon, député de la Loire-Inférieure.
- Alphonse Fleuriot de Langle (1809-1881), grand officier de la Légion d'honneur (1868), vice-amiral (1871), préfet maritime de Brest (1873-1874).
- Camille Fleuriot de Langle (1821-1914), contre-amiral (1879), major général de la flotte à Brest (1881), commandeur de la Légion d'honneur (1881).
- Zénaïde Fleuriot (1829-1890), femme de lettres.
- Salima Machamba née Fleuriot de Langle (1874-1964), dernière reine de Mohéli après sa mère la reine Fatima Soudi bint Abderremane. Elle ne régna pas subissant une régence. Elle fut déposée par le gouvernement français et exilée en France en 1909.

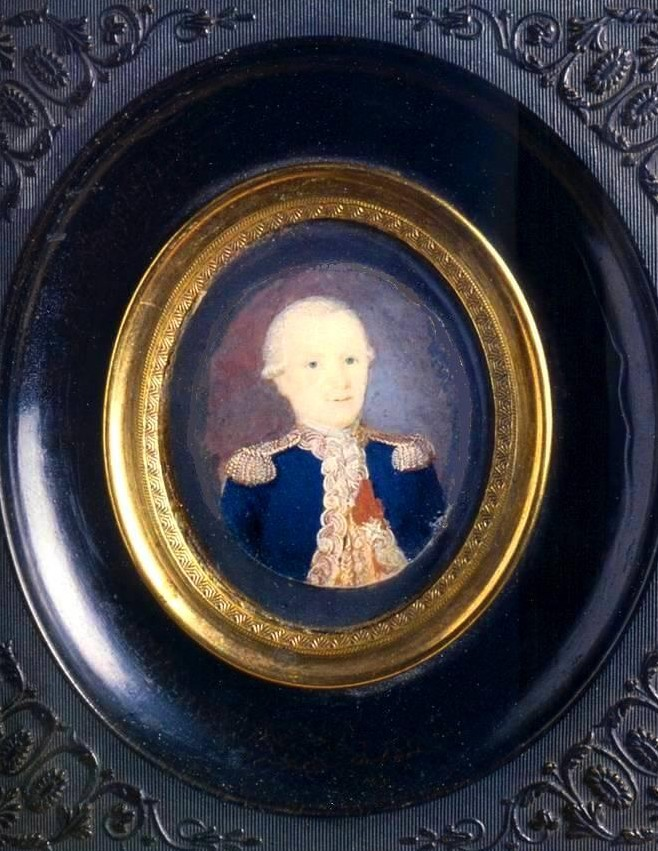
Paul Fleuriot de Langle (1744-1787)
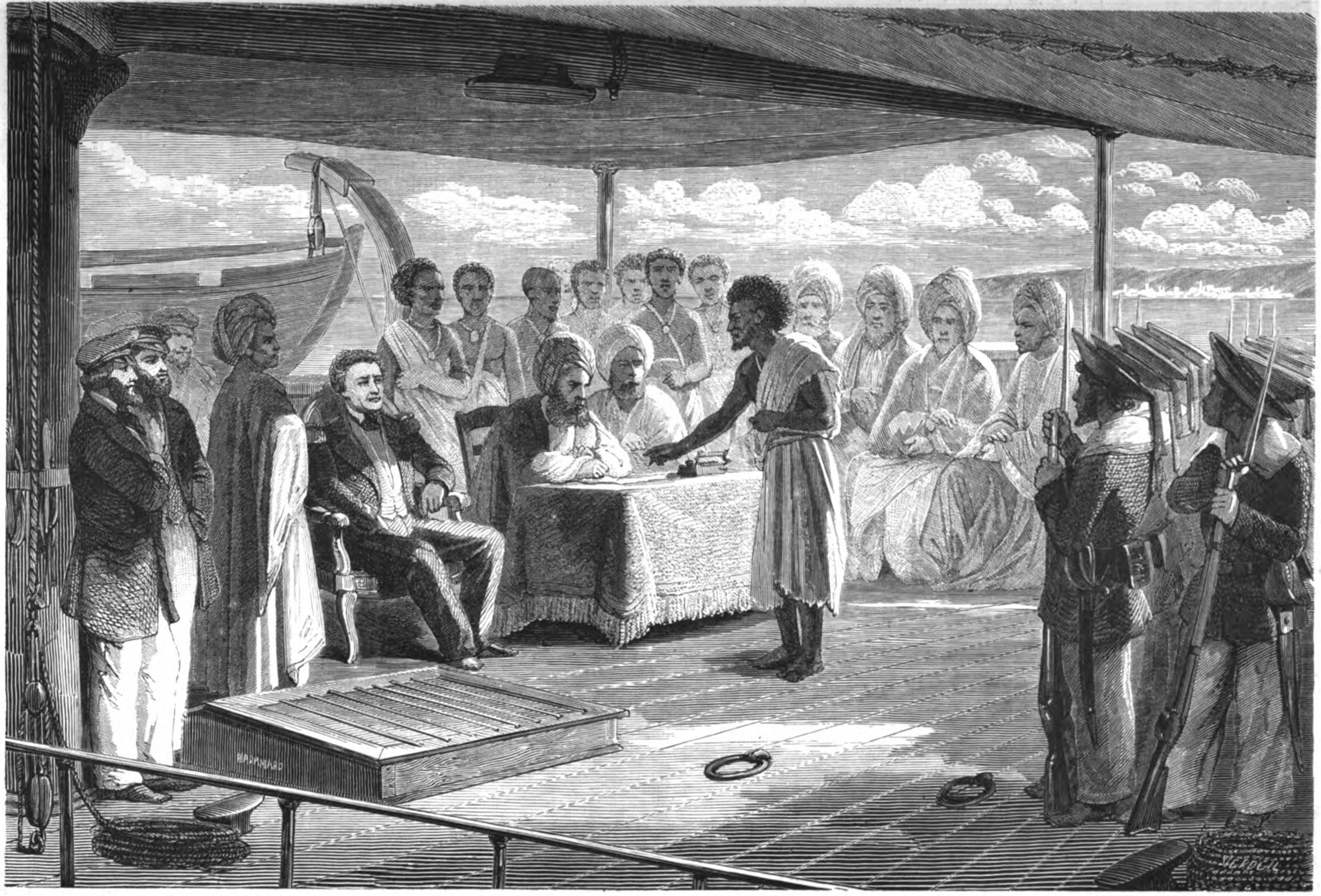
Alphonse Fleuriot de Langle (1809-1881)
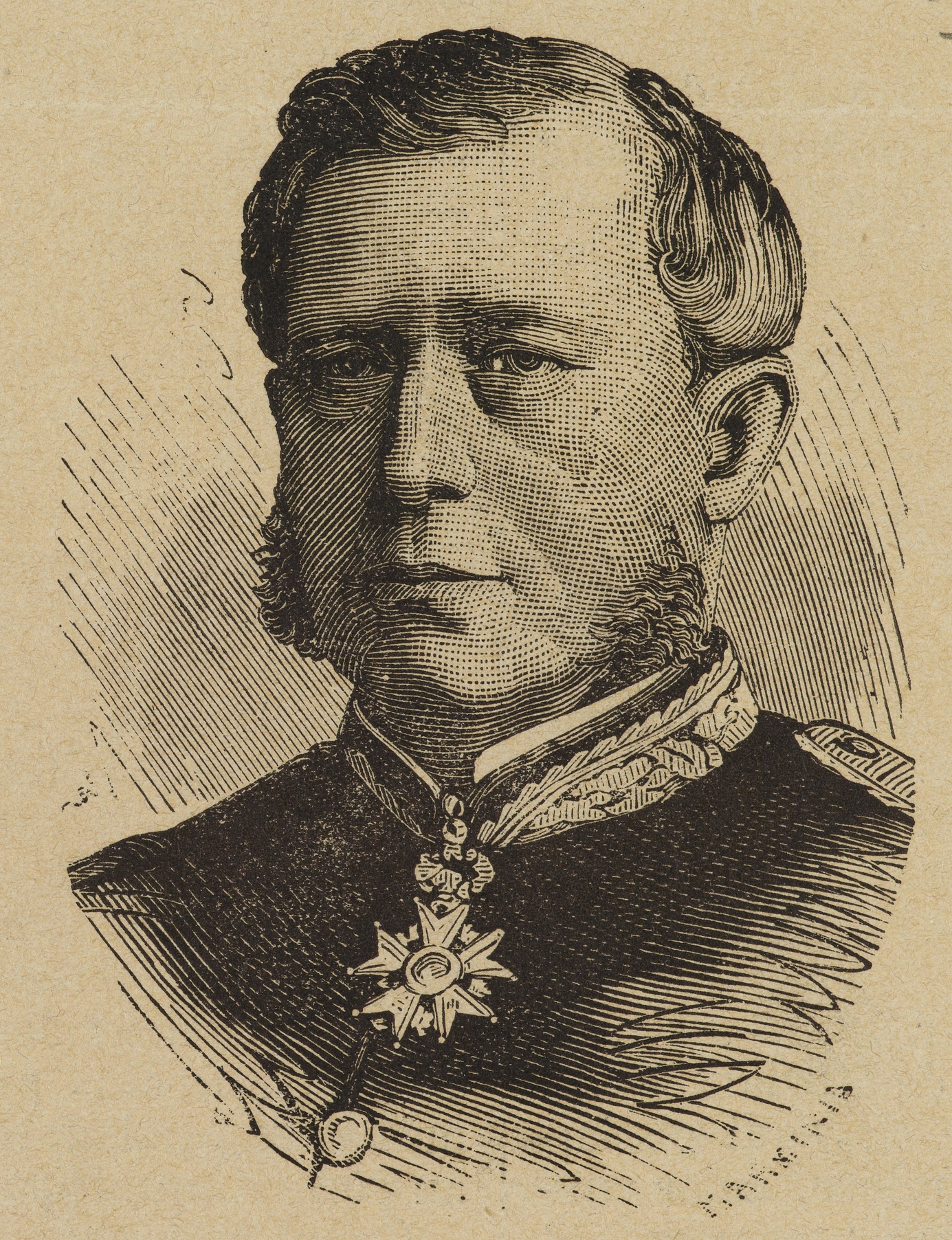
Camille Fleuriot de Langle (1821-1914)
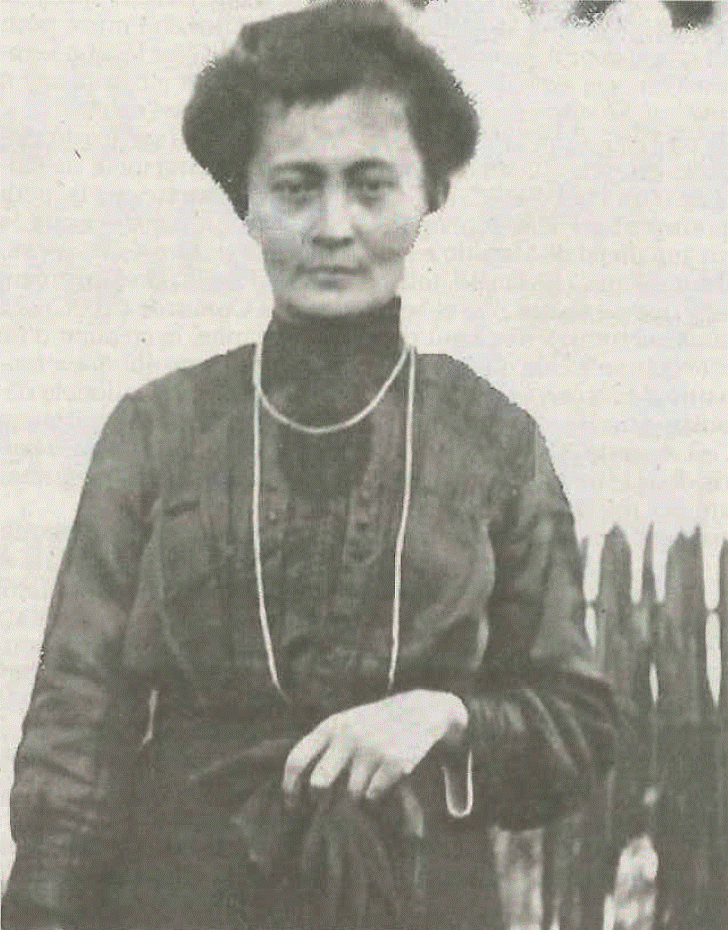
La reine Salima (1874-1964)

## Alliances
Les principales alliances de la famille Fleuriot de Langle sont : de La Monneraye (1836),
Fatima Soudi bint Abderremane,
Mallard de La Varende (1881), de Sartre, Le Forestier de Vendeuvre, de Kérouartz, Le Bahezre, de Chefdubois, Cillart de Kermenguy, de Derval (1764), de Kerhoent, de Coetlogon, d'Acigné, de Cornulier, de Morgan (1890), etc.